# To the Bone (álbum de The Kinks)
To the Bone es el cuarto álbum en directo de la banda británica de rock The Kinks, lanzado en 1994 con el sello discográfico Konk Records. Este sería el último álbum de la banda tras su disolución en 1996.

## Lista de canciones - 1994 U.K.
Todas las canciones escritas por Ray Davies, excepto donde se indica
1. "All Day and All of the Night" – 4:26
2. "Apeman" – 4:06
3. "Tired of Waiting for You" – 1:49
4. "See My Friends" – 3:24
5. "Death of a Clown" (Ray Davies, Dave Davies) – 2:35
6. "Waterloo Sunset" – 3:20
7. "Muswell Hillbilly" – 3:06
8. "Better Things" – 4:50
9. "Don't Forget to Dance" – 2:38
10. "Autumn Almanac" – 1:54
11. "Sunny Afternoon" – 1:46
12. "Dedicated Follower of Fashion" – 3:54
13. "You Really Got Me"

## Lista de canciones - 1996 EUA
Todas las canciones escritas por Ray Davies, excepto donde se indica
DISCO 1
1. "All Day and All of the Night" – 4:26
2. "Apeman" – 4:06
3. "Tired of Waiting for You" – 1:49
4. "See My Friends" – 3:24
5. "Death of a Clown" (Ray Davies, Dave Davies) – 2:35
6. "Muswell Hillbilly" – 3:06
7. "Better Things" – 4:50
8. "Don't Forget to Dance" – 2:38
9. "Sunny Afternoon" – 1:46
10. "Dedicated Follower of Fashion" – 3:54
11. "Do It Again" (acoustic) - 1:46
12. "Do It Again" - 3:55

DISCO 2
1. "Celluloid Heroes" - 5:21
2. "Picture Book" - 2:34
3. "Village Green Preservation Society" - 2:26
4. "Do You Remember Walter" - 3:44
5. "Set Me Free" - 2:37
6. "Lola" - 4:29
7. "Come Dancing" - 3:53
8. "I'm Not Like Everybody Else" - 5:28
9. "Till the End of the Day" - 2:37
10. "Give the People What They Want" - 3:57
11. "State of Confusion" - 3:24
12. "Dead End Street" - 2:36
13. "A Gallon of Gas" - 5:21
14. "Days" - 3:17
15. "You Really Got Me" - 3:41
16. "Animal" - 3:37
17. "To the Bone" - 4:30